# Asota discreta
Asota discreta är en fjärilsart som beskrevs av Walker 1864. Asota discreta ingår i släktet Asota och familjen nattflyn. Inga underarter finns listade i Catalogue of Life.